# 탄루 단층대

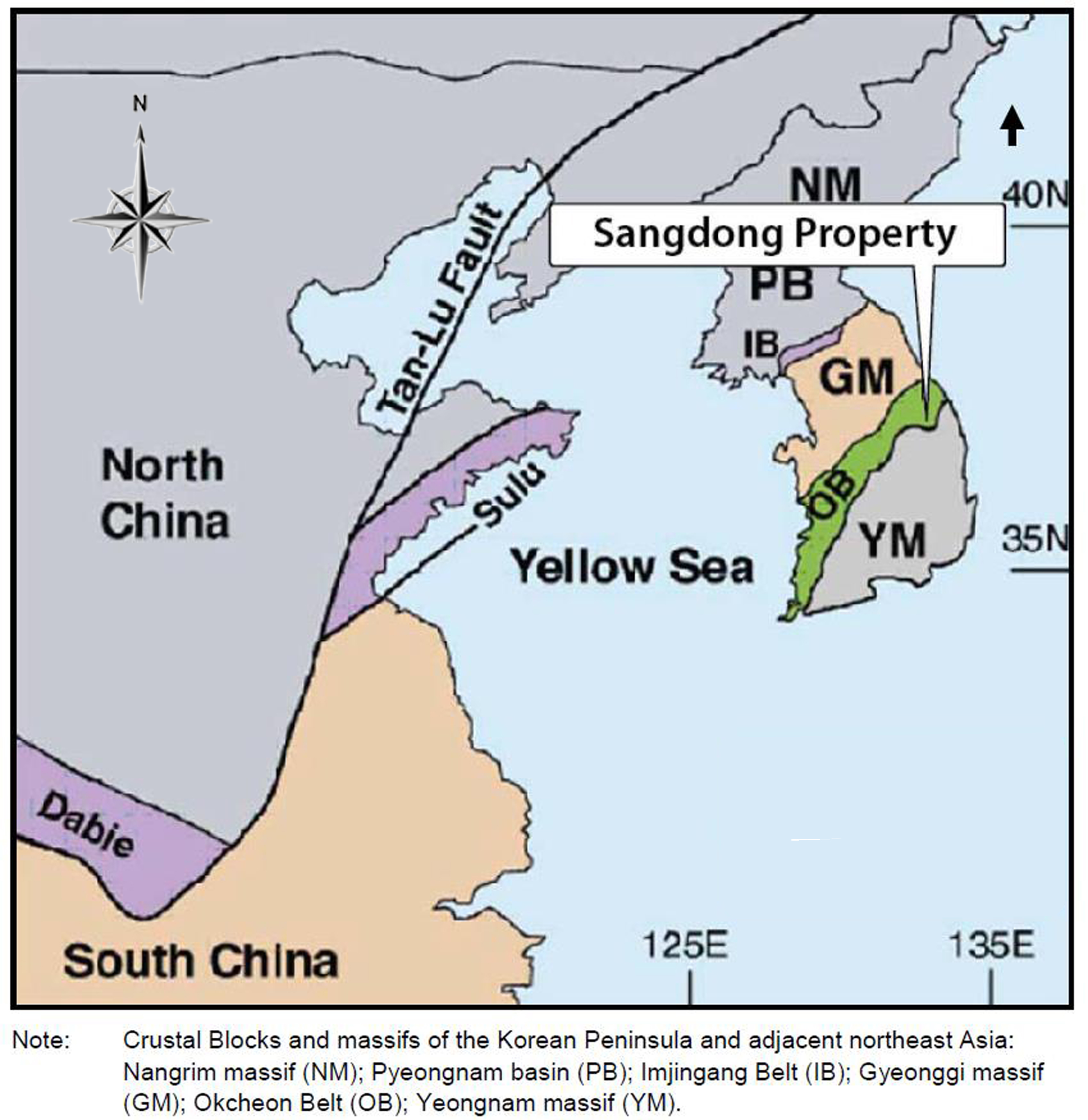
한반도와 화둥 지역의 지질 모습. 탄루 단층대도 같이 그려져 있다.

탄루 단층대(중국어: 郯庐断裂带 탄루돤례다이[*]), 탄청-루장 단층대(중국어: 郯城-廬江斷層帶 탄청-루장돤청다이[*])는 중국 동부 화둥에 있는 대형 단층이다. 북쪽으로 산둥성의 탄청현에서부터 시작해서 남쪽으로 안후이성 루장현까지 이어져 있어 각각 앞글자를 따 탄루 단층대라고 부른다. 하지만 실제로 탄루 단층대의 북쪽은 보하이만과 둥베이 지역을 지나 오호츠크해까지 북북동 방향으로 길게 뻗어 있으며, 중국 안에서만 탄루단층의 길이는 약 2,400 km가 넘는다. 이렇게 확장된 넓은 범위에서의 탄루 단층대를 탄청-잉커우 단층대(중국어: 郯城-营口地震带)라고 부른다. 탄루 단층대 남쪽도 지구 역사를 따질 때 오늘날 루산까지 연장해서 생각하는 설도 있다.

## 형성

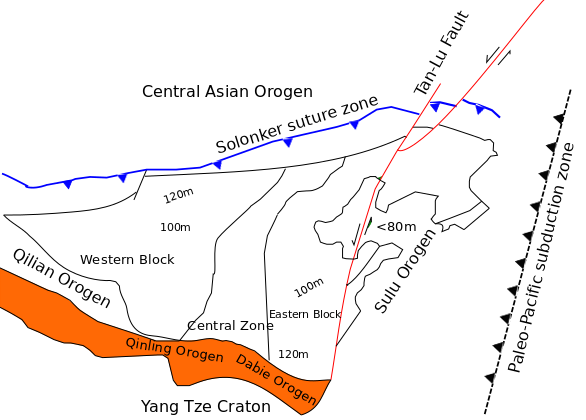
북중국 강괴의 대략적인 지질도 모습. 탄루 단층대는 빨강 선으로 그려져 있다.

탄루 단층대의 남쪽은 트라이아스기 말기 양쯔판(남중국 강괴의 일부)과 북중국 강괴(아무르판 등) 사이 충돌대인 친링-다비 충돌대 동쪽의 주향이동단층의 형성으로 만들어졌다. 중생대 옌산기에 태평양판이 유라시아판 아래로 서쪽을 향해 섭입하면서 (넓은 의미의) 탄루 단층대가 북쪽으로 확장되며 충상단층 형태로 변화했다. 이후 탄루단층은 원래대로 주향이동단층으로 되돌아왔지만 그 동안 대부분 충상단층이었던 그 영향을 가지고 있다. 트라이아스기 말부터 백악기 중기까지 200~740 km 폭의 단차를 만들어 낸 좌수향 주향이동단층으로 역사상 여러 차례 변화했다. 백악기 말에는 단층대가 확장 구조 영역으로 변해 어떤 지역은 최대 10 km의 퇴적물이 쌓이는 지역이 되는 열개지 지구대를 형성했다. 고진기 시기에는 지각 확장이 멈추고 에오세 말기 들어서는 우수향 주향이동단층으로 바뀌었다. 이런 변화는 인도와 아시아의 충돌과 서태평양 지역의 섭입으로 발생한 지각 변화 때문에 발생했다.
제3기 초까지는 좌수향 주향 이동 운동을 보였고 이는 북측으로 이동된 쿨라판이 유라시아판 아래로 섭입된 결과로 해석되었다. 신구조학 시기에는 탄루단층이 좌수향 주향이동단층으로 분류된다. 역사적으로도 1668년 탄청 지진과 1975년 하이청 지진 등 대규모 지진이 탄루 단층대에서 발생했다.

## 연구사
1957년 중화인민공화국 지질광산부 항공조사여단 904팀이 처음으로 탄루 단층대를 발견하고 이름을 붙였다. 1956년 중국의 지질학자 차이덩방이 화이어 석탄대의 지질 연구를 이끌었고 쉬자웨이는 지질 연구를 종합하여 화이어 석탄대의 동쪽 경계를 장쑤성에서 안후이성에 이르는 큰 단층이라고 추정했다. 1963년 쉬자웨이는 안후이성 지질학회에 "탄청-루장 심부단층대의 이동"에 관한 논문을 발표해 탄청-루장 단층대가 좌측으로 210 km 이동하고 있다는 가설을 발표했다. 1969년 규모 M6.9의 보하이 지진이 발생하자 리쓰광은 "탄루 단층대가 매우 활동적이며 탄청-루장 단층대 남쪽이 200 km 이상 이동했다는 보고에 주목해야 한다"고 말했다. 하지만 이후로도 탄루 단층대를 하나로 잇는다는 생각보다는 각 단층대를 따로따로 나눠서 각 단층분절을 독립된 단층이라 생각하고 연구했던 경우가 많기 때문에 각 단층분절을 세분해서 보기도 한다. 아래는 그 단층분절의 목록이다.
- 자오싱—선양 단층(肇兴—沈阳) - 북부 분절
- 선양-자산 단층(沈阳—嘉山) - 중부 분절
- 자산-광지 단층(嘉山—广济) - 남부 분절

## 지진 활동
통계 연구에 따르면 탄루 단층대는 서기 1400년대 이후 규모 M8 이상 지진이 1차례, M7대 지진이 5차례, M6대 지진이 11차례 발생했다. 역사서에 최초로 기록된 규모 Ms7.0 이상의 탄루 단층대의 지진은 기원전 70년 주청시 서북쪽에서 발생했다고 기록된 지진이다.
아래는 탄루 단층대에서 발생한 대표적인 지진 목록이다.
- 1668년 7월 28일 탄청 지진(M8.5 추정)
- 1888년 6월 13일 보하이만 지진(M7.5 추정)
- 1957년 10월 6일 보하이만 지진(M7.5 추정)
- 1969년 7월 15일 보하이만 지진(M7.4)
- 1975년 2월 4일 하이청 지진(M7.3)
- 1995년 9월 20일 산둥성 창산 지진(M5.2)

## 같이 보기
- 아무르판
- 양쯔판
- 북중국 강괴